# 사사구리역
사사구리역(일본어: 篠栗駅)은 일본 후쿠오카현 가스야군 사사구리정에 위치한 규슈 여객철도 사사구리 선의 철도역이다. 단선 · 섬식의 형태를 합친 2면 3선 구조의 복합 승강장을 갖춘 지상역이다.

## 타는 곳
| 1 | ■ 후쿠호쿠유타카 선 | (하행) | 조자바루 · 하카타 방면                                  |
| 2 | ■ 후쿠호쿠유타카 선 | (상행) | 게이센 · 신이즈카 · 노가타 방면                         |
| 3 | ■ 후쿠호쿠유타카 선 | (하행) | 노가타 방면 (당역 시발) 게이센 · 신이즈카 · 노가타 방면 |

## 이용 현황
| 연도     | 1일 평균 |
| 2010년도 | 9,729    |
| 2011년도 | 10,066   |
| 2012년도 | 10,492   |
| -------- | -------- |

## 역 주변
- 사사구리 정청
- 사사구리 정립 도서관
- 사사구리 병원

## 인접 역
| 사사구리 선              | 사사구리 선 | 사사구리 선          |
| ------------------------ | ----------- | -------------------- |
| 지쿠젠야마테 노가타 방면 | ■ 쾌속      | 조자바루 하카타 방면 |
| 지쿠젠야마테 오리오 방면 | ■ 보통      | 가도마쓰 하카타 방면 |